# میخایل بوخرد
میخایل بوخرد (هلندی: Michael Boogerd؛ زادهٔ ۲۸ مهٔ ۱۹۷۲) دوچرخه‌سوار اهل هلند است.